# Lars Bystøl
Lars Bystøl (n. 4 decembrie 1978, Voss (comună), Hordaland, Norvegia) este un săritor cu schiurile ce a reprezentat Norvegia, medaliat olimpic. A participat la 2 ediții ale Jocurilor Olimpice (2002, 2006) în care a câștigat o medalie de aur și două medalii de bronz.